# ロジーナ (小惑星)
ロジーナ (985 Rosina) は火星の公転軌道に外接している小惑星である。ハイデルベルクのケーニッヒシュトゥール天文台でカール・ラインムートによって発見された。
7月19日が祝日の聖ロジーナにちなんで命名された。